# Kreis Norderdithmarschen
Der Kreis Norderdithmarschen war ein Landkreis in der preußischen Provinz Schleswig-Holstein (1867–1932, 1933–1945) und anschließend ein Landkreis im Land Schleswig-Holstein (1946–1970).

## Geographie

### Lage
Der Kreis lag im Nordwesten des Landesteils Holstein an der Nordseeküste. Die Eider bildete die natürliche Grenze im Nordosten.

### Nachbarkreise
Der Kreis grenzte Anfang 1970 im Uhrzeigersinn im Norden beginnend an die Kreise Eiderstedt, Schleswig, Rendsburg und Süderdithmarschen. Im Westen grenzte er an die Nordsee.

## Geschichte
Norderdithmarschen als territoriale Einheit entstand 1559 nach der letzten Fehde, als die bis dahin selbständige Bauernrepublik Dithmarschen unter den Siegern geteilt wurde. Norderdithmarschen wurde dem Herzogtum Schleswig-Holstein-Gottorf zugeordnet und fiel 1773 an den dänischen Gesamtstaat.
Nachdem Schleswig-Holstein an Preußen gefallen war, wurden 1867 die Landschaft Norderdithmarschen, der Carolinenkoog, der Hedwigenkoog und der Friedrichsgabekoog zum Kreis Norderdithmarschen zusammengeschlossen. Kreisstadt wurde die Stadt Heide, die auch Sitz des Amtsgerichts war. Einzige weitere Stadt war seit 1899 Wesselburen.
Norderdithmarschen war eine frühe Hochburg des Nationalsozialismus. Eine antirepublikanische und gegen die Moderne gerichtete Grundstimmung führte dazu, dass die Blut-und-Boden-Ideologie der Nazis in Dithmarschen auf fruchtbaren Boden fiel.
| Wahl      | Norderdithmarschen | Schleswig-Holstein | Deutsches Reich |
| --------- | ------------------ | ------------------ | --------------- |
| 1924 (I)  | 7,3 %              | 7,4 %              | 6,6 %           |
| 1924 (II) | 2,9 %              | 2,7 %              | 3,0 %           |
| 1928      | 18,1 %             | 4,0 %              | 2,6 %           |
| 1930      | 50,3 %             | 27,0 %             | 18,3 %          |
| 1932 (I)  | 68,4 %             | 51,0 %             | 37,4 %          |
| 1932 (II) | 65,3 %             | 45,7 %             | 33,1 %          |
| 1933      | 68,6 %             | 53,2 %             | 43,9 %          |

Am 1. Oktober 1932 wurde der Landkreis mit dem Kreis Süderdithmarschen vorübergehend zum Kreis Dithmarschen vereinigt. Am 1. Oktober 1933 wurden die beiden Kreise wieder getrennt.
Große Teile des Kreises Norderdithmarschen waren bis 1934 in Kirchspielslandgemeinden gegliedert. Die Kirchspielslandgemeinden waren regionaltypische und historisch gewachsene Verwaltungseinheiten. Sie wurden am 1. April 1934 aufgelöst und ihre einzelnen Dörfer wurden zu eigenständigen Landgemeinden erhoben. Nach einer Reihe von Gemeindefusionen im Verlauf der 1930er Jahre umfasste der Kreis 1945 zwei Städte und 71 Landgemeinden.
Nach weiteren Gemeindefusionen bestanden im Kreis Norderdithmarschen Anfang 1970 zwei Städte und 66 Landgemeinden. Im Zuge der schleswig-holsteinischen Verwaltungsreform wurde der Kreis am 26. April 1970 mit dem Kreis Süderdithmarschen zum heutigen Kreis Dithmarschen vereinigt, der in seinen Grenzen wieder dem Territorium der ehemaligen Bauernrepublik entspricht.

## Einwohnerentwicklung
| Jahr | Einwohner | Quelle |
| ---- | --------- | ------ |
| 1867 | 34.704    | [ 4 ]  |
| 1890 | 36.439    | [ 5 ]  |
| 1900 | 37.515    | [ 5 ]  |
| 1910 | 40.420    | [ 5 ]  |
| 1925 | 42.394    | [ 5 ]  |
| 1939 | 43.627    | [ 5 ]  |
| 1946 | 84.401    | [ 6 ]  |
| 1950 | 77.536    | [ 5 ]  |
| 1960 | 57.400    | [ 5 ]  |
| 1968 | 61.900    | [ 7 ]  |

## Politik

### Landräte
- 20. April 1848 bis 31. Mai 1870: Emil Voerster
- 1. Juni 1870 bis 30. April 1871: Hermann Gottfried Madelung
- 1. Mai 1871 bis 31. März 1889: Otto Kjer
- 1. April 1889 bis 30. Juni 1892: Georg Ernst Gerathewohl Fraustaedter
- 1. Juli 1892 bis 30. April 1919: Wilhelm Behncke
- 1. Mai 1919 bis 30. September 1932: Ernst Kracht (Schleswig-Holsteinische Bauern- und Landarbeiterdemokratie)
- 1. Oktober 1933 bis 31. Januar 1934: Walter Erbe (NSDAP)
- 1. Februar 1934 bis 9. Mai 1945: Johannes Beck
- 13. Mai 1945 bis 25. Februar 1946: Otto Postel, Rechtsanwalt
- 26. Februar 1946 bis 24. Oktober 1946: Eduard Bartels, Verwaltungsdirektor
- 25. Oktober 1946 bis 15. November 1948: Peter Dohrn (CDU), Landwirt
- 16. November 1948 bis 13. April 1950: Hermann Glüsing (CDU), Landwirt
- 14. April 1950 bis 25. April 1970: Carl Heinrich Hannemann, Jurist

### Kreispräsidenten
- 14. April 1950 bis 25. April 1970: Hermann Glüsing (CDU), Landwirt

## Gemeinden
(Verwaltungsgliederung vom 25. April 1970, Einwohnerzahlen vom 27. Mai 1970)
Städte (Einwohner) (Fläche in ha)
1. Heide (22.992) (3190)
2. Wesselburen (3.724) (514)

| Weitere Gemeinden (Einwohner) (Fläche in ha) 1. Barkenholm (234) (508) 2. Bergewöhrden (48) (264) 3. Büsum (5.142) (819) 4. Büsumer Deichhausen (235) (272) 5. Dellstedt (737) (2174) 6. Delve (618) (1187) 7. Dörpling (558) (779) 8. Fedderingen (260) (965) 9. Friedrichsgabekoog (119) (739) 10. Gaushorn (225) (645) 11. Glüsing (110) (468) 12. Groven (141) (800) 13. Hägen (87) (285) 14. Haferwisch-Poppenwurth (139) (492) 15. Hassenbüttel (39) (168) 16. Hedwigenkoog (321) (1635) 17. Hellschen-Heringsand-Unterschaar (210) (675) 18. Hemme (750) (1639) 19. Hennstedt (1.924) (2192) 20. Hillgroven (122) (361) 21. Hövede (79) (288) 22. Hollingstedt (336) (970) 23. Jarrenwisch-Hödienwisch (134) (500) 24. Karolinenkoog (224) (1302) 25. Kleve (471) (1269) 26. Krempel (521) (493) 27. Lehe (1.114) (1841) 28. Lendern (102) (454) 29. Linden (692) (1159) 30. Lüdersbüttel (129) (537) 31. Lunden (2.209) (545) 32. Neuenkirchen (1.180) (2514) 33. Norddeich (510) (690) 34. Norderheistedt (121) (429) 35. Norderwöhrden (414) (1844) 36. Oesterdeichstrich (218) (463) 37. Ostrohe (815) (671) 38. Pahlen (1.079) (1081) 39. Rederstall (160) (410) 40. Rehm-Flehde-Bargen (605) (1476) 41. Reinsbüttel (360) (680) 42. Sankt Annen (406) (1513) 43. Schalkholz (611) (1250) 44. Schelrade (146) (465) 45. Schlichting (319) (1249) 46. Schülp (609) (927) 47. Schwienhusen (172) (401) 48. Stelle-Wittenwurth (461) (1070) 49. Strübbel (138) (439) 50. Süderdeich (437) (664) 51. Süderheistedt (382) (555) 52. Tellingstedt (1.998) (1699) 53. Tielenhemme (214) (1271) 54. Wallen (57) (187) 55. Warwerort (118) (218) 56. Weddingstedt (1.811) (1790) 57. Wehren-Oken (76) (426) 58. Wellerhop (44) (167) 59. Welmbüttel (268) (760) 60. Wesselburener Deichhausen (133) (342) 61. Wesselburenerkoog (371) (1611) 62. Wesseln (1.119) (377) 63. Westerborstel (85) (414) 64. Westerdeichstrich (619) (742) 65. Wiemerstedt (158) (508) 66. Wrohm (682) (1144) |

## Ehemalige Gemeinden

### Kirchspielslandgemeinden bis 1934
Die folgende Liste enthält die Kirchspielslandgemeinden des Kreises Norderdithmarschen, die am 1. April 1934 aufgelöst wurden und ihre jeweiligen Nachfolgegemeinden:
| Kirchspiels- landgemeinde | 1934 neu gebildete Gemeinden |
| ------------------------- | --- |
| Büsum                     | Büsum, Büsumer Deichhausen, Oesterdeichstrich, Warwerort, Westerdeichstrich |
| Delve                     | Bergewöhrden, Delve, Hollingstedt, Schwienhusen |
| Hennstedt                 | Barkenholm, Hägen, Hennstedt, Kleve, Linden, Norderheistedt, Schlichting, Süderheistedt, Wiemerstedt |
| Lunden                    | Dahrenwurth, Flederwurth, Groven, Krempel, Lehe, Lunden, Mahde-Wollersum, Nesserdeich, Preil, Rehm-Flehde-Bargen, Sankt Annen-Damm, Sankt Annen-Neufeld, Sankt Annen-Österfeld                                               |
| Tellingstedt              | Dellstedt, Dörpling, Gaushorn, Glüsing, Hövede, Lendern, Lüdersbüttel, Oesterborstel, Pahlen, Rederstall, Schalkholz, Schelrade, Tellingstedt, Tielenhemme, Wallen, Wellerhop, Welmbüttel, Westerborstel, Wrohm              |
| Weddingstedt              | Borgholz, Ostrohe, Stelle-Wittenwurth, Weddinghusen, Weddingstedt, Wesseln |
| Wesselburen               | Haferwisch-Poppenwurth, Hassenbüttel, Hellschen-Heringsand-Unterschaar, Hillgroven, Jarrenwisch-Hödienwisch, Norddeich, Reinsbüttel, Schülp, Strübbel, Süderdeich, Wehren-Oken, Wesselburener Deichhausen, Wesselburenerkoog |

### Eingemeindungen 1934 bis 1970
Die folgende Liste enthält alle Gemeinden des Kreises Norderdithmarschen, die zwischen 1934 und der Auflösung des Kreise am 26. April 1970 in andere Gemeinden eingegliedert wurden:
| Gemeinde              | eingemeindet nach | Datum der Eingemeindung |
| --------------------- | ----------------- | ----------------------- |
| Bennewohld            | Süderholm         | 1. April 1943           |
| Borgholz              | Weddingstedt      | 1. Januar 1969          |
| Dahrenwurth           | Lehe              | 1. Juli 1936            |
| Flehderwurth          | Groven            | 1. Juli 1936            |
| Mahde-Wollersum       | Groven            | 1. Juli 1936            |
| Nesserdeich           | Groven            | 1. Juli 1936            |
| Österborstel          | Tellingstedt      | 1. Oktober 1959         |
| Preil                 | Lehe              | 1. Juli 1936            |
| Sankt Annen-Damm      | Sankt Annen       | 1. Juli 1936            |
| Sankt Annen-Neufeld   | Sankt Annen       | 1. Juli 1936            |
| Sankt Annen-Österfeld | Sankt Annen       | 1. Juli 1936            |
| Süderholm             | Heide             | 1. Januar 1968          |
| Weddinghusen          | Weddingstedt      | 1. Januar 1969          |

## Kfz-Kennzeichen
Am 1. Juli 1956 wurde dem Kreis bei der Einführung der bis heute gültigen Kfz-Kennzeichen das Unterscheidungszeichen HEI zugewiesen. Es leitet sich von der Kreisstadt Heide ab. Es wird im Kreis Dithmarschen durchgängig bis heute ausgegeben.